# ソフィー・マルソーの刑事物語
『ソフィー・マルソーの刑事物語』（-けいじものがたり、原題：Police）は、1985年のフランス映画。邦題は「ソフィー・マルソーの刑事物語」だが、主演はソフィー・マルソーではなくジェラール・ドパルデューで、刑事の役を演じているのもマルソーではなくドパルデューである。
主演のジェラール・ドパルデューが1985年のヴェネツィア映画祭で最優秀男優賞を受賞した。
日本では劇場未公開で『ソフィー・マルソーの刑事物語』の邦題でVHS発売され、後にDVD化もされている。2013年に特集上映「フランス映画の知られざる巨匠 モーリス・ピアラ」において『ポリス』の邦題で日本劇場初公開された。

## 出演
- ジェラール・ドパルデュー : マンジャン
- ソフィー・マルソー : ノリア
- リシャール・アンコニナ : ランベール
- パスカル・ロカール : マリー・ヴェルデ
- サンドリーヌ・ボネール : リディ
- ジャック・マトゥ : ゴティエ
- ヤン・デデ : デデ

## スタッフ
- 監督：モーリス・ピアラ
- 原案：カトリーヌ・ブレイヤ
- 脚本：カトリーヌ・ブレイヤ、シルヴィー・ダントン、ジャック・フィエスキ、モーリス・ピアラ
- 製作：エマニュエル・シュランベルジェ
- 撮影：ルチアーノ・トヴォリ
- 録音：ベルナール・オーブイ、ローラン・ポワリエ、ジャン・ウマンスキー、ジュリアン・クロケ
- 編集：ヤン・デデ、エレーヌ・ヴィアール